# Route nationale 693
La route nationale 693, ou RN 693, est une ancienne route nationale française reliant Montluçon à Aubusson.

## Histoire
La route nationale 693 est définie à sa création en 1933 « de Montluçon à Aubusson ».
À la suite de la réforme de 1972, elle a été déclassée en RD 993 dans les départements de l'Allier et de la Creuse.

## Tracé
- Montluçon
- Argenty, commune de Teillet-Argenty
- Richebœuf, commune de Budelière
- Budelière
- Chambon-sur-Voueize
- Riérette, commune de Lussat
- Besse Mathieu, commune de Lussat
- Teillet, commune de Lussat
- La Barre, commune de Saint-Julien-le-Châtel
- Angly, commune de Peyrat-la-Nonière
- La Croix de l'Arbre, commune de Saint-Domet
- Saint-Amand
- Aubusson